# Великобритания на летних Олимпийских играх 1960
На летних Олимпийских играх 1960 года Великобританию представляли 253 спортсмена (206 мужчин, 47 женщин). Они завоевали 2 золотых, 6 серебряных и 12 бронзовых медалей, что вывело сборную на 12-е место в неофициальном командном зачёте.

## Медалисты
| Медаль  | Спортсмен                                                                             | Вид спорта       | Дисциплина                           |
| ------- | ------------------------------------------------------------------------------------- | ---------------- | ------------------------------------ |
| Золото  | Дон Томпсон                                                                           | Лёгкая атлетика  | Мужчины, ходьба 50 км                |
| Золото  | Анита Лонсбро                                                                         | Плавание         | Женщины, 200 м брассом               |
| Серебро | Дороти Хаймен                                                                         | Лёгкая атлетика  | Женщины, 100 м                       |
| Серебро | Кэрол Квинтон                                                                         | Лёгкая атлетика  | Женщины, 80 м с барьерами            |
| Серебро | Дороти Ширли                                                                          | Лёгкая атлетика  | Женщины, прыжки в высоту             |
| Серебро | Аллан Джей                                                                            | Фехтование       | Мужчины, шпага, личное первенство    |
| Серебро | Аллан Джей Майкл Ховард Джон Пеллинг Уильям Хоскинс Рэймонд Харрисон Майкл Александер | Фехтование       | Мужчины, шпага, командное первенство |
| Серебро | Натали Стюард                                                                         | Плавание         | Женщины, 100 м на спине              |
| Бронза  | Питер Рэдфорд                                                                         | Лёгкая атлетика  | Мужчины, 100 м                       |
| Бронза  | Питер Рэдфорд Дэвид Джоунс Дэвид Сегал Ник Уайтхед                                    | Лёгкая атлетика  | Мужчины, эстафета 4×100 м            |
| Бронза  | Стэнли Викерс                                                                         | Лёгкая атлетика  | Мужчины, ходьба 20 км                |
| Бронза  | Дороти Хаймен                                                                         | Лёгкая атлетика  | Женщины, 200 м                       |
| Бронза  | Ричард Мактаггарт                                                                     | Бокс             | Мужчины, до 60 кг                    |
| Бронза  | Джеймс Ллойд                                                                          | Бокс             | Мужчины, до 67 кг                    |
| Бронза  | Уильям Фишер                                                                          | Бокс             | Мужчины, до 71 кг                    |
| Бронза  | Брайан Фелпс                                                                          | Прыжки в воду    | Мужчины, 10-м вышка                  |
| Бронза  | Элизабет Феррис                                                                       | Прыжки в воду    | Женщины, 3-м трамплин                |
| Бронза  | Дэвид Брум                                                                            | Конный спорт     | Конкур, личное первенство            |
| Бронза  | Натали Стюард                                                                         | Плавание         | Женщины, 100 м вольным стилем        |
| Бронза  | Луис Мартин                                                                           | Тяжёлая атлетика | Мужчины, до 90 кг                    |

## Результаты соревнований

### Академическая гребля
В следующий раунд из каждого заезда проходили несколько лучших экипажей (в зависимости от дисциплины). В финал A выходили 6 сильнейших экипажей.
Мужчины
| Соревнование | Спортсмены                    | Предварительный заезд | Предварительный заезд | Предварительный заезд | Отборочный заезд | Отборочный заезд | Отборочный заезд | Полуфинал             | Полуфинал             | Полуфинал             | Финал                 | Финал                 |
| Соревнование | Спортсмены                    | Заезд                 | Время                 | Место                 | Заезд            | Время            | Место            | Заезд                 | Время                 | Место                 | Время                 | Место                 |
| ------------ | ----------------------------- | --------------------- | --------------------- | --------------------- | ---------------- | ---------------- | ---------------- | --------------------- | --------------------- | --------------------- | --------------------- | --------------------- |
| одиночки     | Сидни Рэнд                    | 3                     | 7:46,98               | 4                     | 2                | 7:50,31          | 3                | не проводился         | не проводился         | не проводился         | завершил выступление  | завершил выступление  |
| двойки       | Ричард Николсон Клайв Маршалл | 4                     | 7:25,32               | 3                     | 1                | 7:25,01          | 3                | завершили выступление | завершили выступление | завершили выступление | завершили выступление | завершили выступление |